# 12 Aurigae
12 Aurigae, som är stjärnans Flamsteed-beteckning, är en ensam stjärna i den norra delen av stjärnbilden Kusken. Den har en skenbar magnitud på ca 6,99 och kan inte observeras utan en fältkikare. Den saknar notering från Hipparcosuppdraget men en parallax på ca 1,4 mas har beräknats och den uppskattas befinna sig på ett avstånd på ca 2 300 ljusår (ca 720 parsek) från solen. Den rör sig närmare solen med en heliocentrisk radialhastighet på ca –33 km/s.

## Egenskaper
12 Aurigae är en blå till vit Be-stjärna i huvudserien av spektralklass B2 Ve, som anger att spektrumet visar emissionslinjer. Den har en massa som beräknats till ca 18 solmassor, en radie som beräknats till är ca 7 solradier och har en effektiv temperatur i intervallet 10 000 - 30 000 K.